# Utö Rederi
Utö Rederi AB var ett svenskt rederi som bedrev passagerartrafik i Stockholms södra skärgård. Företaget var baserat på Utö i Haninge kommun och bedrev bland annat trafik till Utö, Årsta havsbad, Dalarö, Rånö, Nåttarö, Nynäshamn och Saltsjöbaden. Företaget bedrev även trafik på entreprenad åt Waxholmsbolaget. Utö rederi ingår numera i Blidösundsbolaget.

## Historia
Utö Rederi AB grundades 1994 av Jan Schröder, Karl-Olof Jönsson och Tomas Tesch. Jan Schröder hade tidigare bedrivit passagerartrafik till Utö med bolaget Utö Sjötaxi. Aktiekapitalet användes för att året efter köpa in fartyget M/S Mysing. Mysing följdes år 2000 av M/S Havsörnen (senare såld till Västerås) och M/S Utö Express 2002. I november 2005 köpte Gustaf Myrsten in sig i bolaget med 91 % av aktierna. Genom affären övertog rederiet fartyget M/S Gotska Sandön från Myrstens tidigare rederi ”Sea You Rederi AB” som övergick till att vara ett rent holdingbolag. Åren 2012–2019 var Gustaf Myrsten helägare av bolaget innan Transdev tog över företaget den 1 juni 2019. 1 juni 2020 fusionerades Utö rederi med Blidösundsbolaget, också det ägt av Transdev. Namnet Utö rederi slutade därmed att användas och dess fartyg fick istället Blidösundsbolagets skorstensmärke.

## Fartyg
- M/S Mysing (från 1995)
- M/S Havsörnen (från 2000, såld 2008)
- M/S Utö Express (från 2002)
- M/S Gotska Sandön (från 2005)
- M/S Silverpilen (från 2013, tidigare chartrad)
- M/S Skarpö (från 2014, tidigare chartrad)